# Полупроводничка меморија
Полупроводничка меморија је уређај за складиштење података, обично коришћен као рачунарска меморија, имплементирана на полупроводничко интегрисано струјно коло. Прави се у много различитих типова у технологији.
Полупроводничка меморија има свој насумични приступ, што значи да је потребно исто времена да дође до неке меморије и њене локације да би се подацима приступило у задатом реду. Ово контрастује скадиштима података као што су тврди диск и компакт диск који читају и пишу податке редом и тако да подаци могу бити приступљени само по реду по коме су писани. Полупроводничка меморија такође има много већу брзину приступа подататака од било ког другог типа складишта; бајт меморије може се уписати/прочитати у року од наносекунде, док се брзина меморија ротирајућег диска мери у милисекундама. Из ових разлога користи се као главна рачунарска меморија (примарно складиште), за податке са којима рачунар тренутно ради, између осталог.
Регистри са сменом, процесорски регистри, бафери података и остали мали регистри који немају механизам декодирања меморијске адресе се не сматрају као меморија иако складиште дигиталне податке.

## Опис
У полупроводничком меморијском чипу, сваки бит бинарних података се складишти на месту званом меморијска ћелија састоји се од једног или више транзистора. Меморијске ћелије су слагане у правоугаонастим деловима на површини чипа. Једно-битне меморијске ћелије су груписане у малим јединицама које се називају речи којима се приступа заједно као једној меморијској адреси. Меморија се производи по дужини речи то је обично степен двојке, типично N=1, 2, 4 или 8 бита.
Подацима се приступа начином меморијске адресе примењиваним на адресе чипова, адресним иглама, које одређују којој речи у чипу се треба приступити. Ако се меморијска адреса састоји из M бита, број адресе на чипу је 2M, свака садржи N бит речи. Стога, количина података складиштених на чипу је N2M бита. Капацитет података је обично јачине два: 2, 4, 8, 16, 32, 64, 128, 256 и 512 мерено у килобитима, мегабитима, гигабитима или терабитима, овде дефинисани по бинарним префиксима. Тренутно (2012) највећи полупроводнички меморијски чипови садрже неколико GB података, али се већи капацитети нон стоп производе. Комбинацијом неколико интегрисаних кола, меморија се може уредити у дужу реч и простор адресе него што нуди чип, и често али не и потребно степен двојке.
Две основне операције које изводи меморијски чип су "читање", у којој се подаци који се састоје од меморијске речи ишчитавају, и "писање" у којој се подаци складиште у меморијским речима, замењујући реч која је претходно била ту.
У додатку самосталним меморијским чиповима, блокови полупроводничке меморије су интегрисани делови многих рачунара и кола процесора података. На пример микропроцесорски чипови који покрећу рачунар садрже кеш меморију да складиште инструкцију која чека да се изврши.

## Типови
RAM (Меморија са случајним приступом) је постала генерички термин за сваку полупроводничку меморију на којој се може писати, али такође и читати, за разлику од ROM-а (испод), који само може да се чита. Треба напоменути да све полупроводничке меморије имају насумични приступ, не само RAM.
Привремена меморија губи своје податке када се струја искључи. Какогод, јефтинија је и бржа од неисправљивих. Овај тип се користи за главну меморију код многих рачунара од кад се меморија складишти на тврди диску кад је рачунар искључен. Главни типови су:
- DRAM (Динамичка меморија насумичног приступа) која садржи меморијске ћелије које се састоје од једног кондензатора и једног транзистора по биту. Ово је најјефтинији и најгушћи, па се користи код многих рачунара као главна меморија. Међутим, наелектрисање који складишти податке у меморијским ћелијама временом исцури, тако да меморијске ћелије временом морају бити освежене (преписане). Процес освеживања је аутоматски и неприметан кориснику.
  - FPM DRAM (Fast page mode DRAM) Старији тип асинхроног DRAM-а који се побољшао у односу на претходни тип омогућујући да се приступи једној "страни" брже. Коришћен средином 1990. година.
  - EDO DRAM (Extended data out DRAM) Старји тип асинхронг DRAM-а, има бржи приступ него код ранијих типова зато што је у могућности да направи нову везу са меморијом док се истој приступа. Коришћен касније 1990. година.
  - VRAM (Video random access memory) Старији типш двопортне меморије која се некад користила за frame бафере видео адаптера (видео карте).
  - SDRAM (Synchronous dynamic random-access memory) Ово је била дезорганизација DRAM меморијског чипа, који је додао тактну линију да би омогућио рад синхроно са рачунарском меморијском магистралом такта. Подаци на чипу су подељени у банкама тако да може радити на неколико меморијских приступа у исто време, у различитим банкама. Постао је доминантни тип рачунарске меморије током 2000. године.
    - DDR SDRAM (Double data rate SDRAM) Ово је била модификација у побољшању ретинга података, омогућујући чипу да пребацује 2 пута више меморије (две истовремене речи) сваким тактом кола двоструког пумпања, трансфером података на оба, ка водећим и задњим ивицама тактног пулса. Екстензије ове идеје су садашње (2012) технике да се повећа рејтинг приступа и опсега режима. Од кад се показало тешко да се даље повећа брзина унутрашњег такта меморијског чипа, ови чипови су повећали трансфером података у већим блоковима:
      - DDR2 SDRAM преноси 4 узастопних реичи по унутрашњем циклусу такта.
      - DDR3 SDRAM преноси 8 узастопних реичи по унутрашњем циклусу такта.
      - DDR4 SDRAM преноси 16 узастопних реичи по унутрашњем циклусу такта.

    - RDRAM (Rambus DRAM) је алтернативна меморија двоструком брзином преноса података стандард који се користио на неким Intel-овим системима, али је убрзо избачен од стране DDR SDRAM-а.
    - SGRAM (Synchronous graphics RAM) Специјални тип SDRAM-а направљен за графичке адаптере (видео картице). Може радити графичке операције као што је маскирање битова и писање блокова, и може отворити 2 стране меморије одједном.
    - PSRAM (Pseudostatic RAM) Ово је DRAM који има коло за освежавање меморије на чипу, тако да се понаша као SRAM, дозвољавајући екстерној меморији да се искључи да би се сачувала енергија. Користи се у неколико портабилних гејм контролера као што је Wii.
- SRAM (Static random-access memory) која се ослања на неколико транзистора који омогућавају дигиталном флип-флопу да складишти сваки бит. Ово је скупље и мање гушће по биту него DRAM, али брже и не захтева освежавање меморије.
- Content-addressable memory Ово је специјализован тип који, уместо да приступа подацима користећи адресе, реч података је примењена и меморија враћа локацију ако је реч складиштена у меморији. Највише је инкорпорисан у другим чиповима као што су микропроцесори где се користи за кеш меморију.